# Irving Berlin
Irving Berlin, ursprungligen Izrail Bejlin (Israel Isidore Baline), född 11 maj 1888 i Tjumen i Sibirien i Ryssland, död 22 september 1989 i New York i New York, var en amerikansk kompositör och textförfattare, Hans musik utgör en stor del av The Great American Songbook. 

## Biografi
Berlin föddes i Kejsardömet Ryssland i en judisk familj men kom till USA vid fem års ålder, 1893, då hans familj emigrerade dit. Han publicerade sin första låt, "Marie from Sunny Italy" 1907 och fick 33 cent för förlagsrättigheterna, sin första stora internationella hit fick han med "Alexanders Ragtime Band" 1911. Sången utlöste en internationell ragtimefeber. 
Irving Berlin skrev hundratals låtar, varav många blev stora hits och gjorde honom till en "legend" innan han fyllt 30. Under sin 60 år långa karriär skrev han uppskattningsvis 1 500 låtar, inklusive musiken till 19 Broadwayföreställningar och 18 Hollywoodfilmer, hans sånger nominerades åtta gånger till Oscar för bästa sång. Många låtar blev populära ledmotiv och hymner, däribland "Easter Parade", "White Christmas", "Happy Holiday", "This Is the Army, Mr. Jones" och "There's No Business Like Show Business". Hans Broadwaymusikal This is the Army uppfördes första gången 1938 och blev film 1942, som Irving Berlins paradrevy, med Ronald Reagan och Kate Smith som där sjöng Berlins "God Bless America".
Berlins sånger har nått topplaceringar på topplistorna 25 gånger och har varit föremål för många nyinspelningar av sångare som Eddie Fisher, Al Jolson, Fred Astaire, Ethel Merman, Louis Armstrong, Frank Sinatra, Dean Martin, Ethel Waters, Elvis Presley, Judy Garland, Barbra Streisand, Linda Ronstadt, Rosemary Clooney, Cher, Diana Ross, Bing Crosby, Rita Reys, Frankie Laine, Johnnie Ray, Billy Eckstine, Sarah Vaughan, Nat King Cole, Billie Holiday, Doris Day, Jerry Garcia, Willie Nelson, Bob Dylan och Ella Fitzgerald. Kompositören George Gershwin kallade Berlin "den största låtskrivaren som någonsin har levt" och kompositören Jerome Kern drog slutsatsen att "Irving Berlin har ingen plats i amerikansk musik – han är amerikansk musik."
Berlin gjorde i de flesta fall såväl text som musik till sina kompositioner. Han spelade enligt uppgift piano på gehör och förmedlade på detta sätt sina kompositioner till notskrivande medarbetare.   
Irving Berlin avled vid 101 års ålder och är begravd på Woodlawn Cemetery i Bronx i New York.

## Verk

### Kända kompositioner
- Alexander's Ragtime Band
- Puttin' on the Ritz
- Cheek to Cheek
- Blue Skies
- God Bless America
- White Christmas
- Count Your Blessings (Instead of Sheep)
- Heat Wave
- Musikalen Annie Get Your Gun med bland andra
  - Anything You Can Do I Can Do Better
  - The Girl That I Marry
  - You Can't Get A Man With A Gun
  - They Say It's Wonderful
  - I Got The Sun In The Morning
  - Doin' What Comes Natur'lly
  - There's No Business Like Show Business

### Filmmusik i urval
- 1927 - Jazzsångaren
- 1929 - Miljonärernas paradis
- 1930 - Fåfängans marknad
- 1935 - Top Hat
- 1937 - Flottan dansar
- 1937 - När ljusen tändas på Broadway
- 1938 - Gold Diggers i Paris
- 1938 - Alexanders ragtime band
- 1942 - Värdshuset Fritiden
- 1943 - Irving Berlins paradrevy
- 1946 - Blue Skies
- 1948 - En dans med dej
- 1950 - Annie Get Your Gun
- 1953 - Call Me Madam
- 1954 - Sex i elden
- 1954 - White Christmas